# Muhammad ibn Aslam Al-Ghafiqi
Muhammad Ibn Qassoum Ibn Aslam Al-Ghafiqi, était un ophtalmologue et scientifique arabo-andalou du XIIe siècle, connu notamment pour ses divers travaux précurseurs dans le domaine, il est l'une des premières personnes à pratiquer une chirurgie oculaire dont on a le témoignage détaillé et est notamment l'auteur du livre Guide de l'oculiste (Al-Murshid fi 'l-Kuhhl). Le livre illustre les connaissances des médecins arabes de l'époque dans le domaine de l'ophtalmologie et de la chirurgie ophtalmologique.

## Biographie
Muhammad Ibn Aslam Al-Ghafiqi est né à Belalcázar, entre la fin du XI et le début du XIIe siècle. On connaît peu de choses sur le début de sa vie, excepté le fait qu'il a suivi une formation médicale à Cordoue et à Bagdad, avant de retourner s'établir à Cordoue. Rapidement il devient expert de l'opération de la cataracte, des maladies oculaires et de l'iris.
Il écrit entre autres le traité d'ophtalmologie appelé  le Guide de l'oculiste (Al-Murshid fi 'l-Kuhhl) qui traite de nombreuses procédures chirurgicales, pommades et médicaments divers pour prendre en charge diverses pathologies ophtalmologiques, dont notamment l'extraction d'une cataracte. Le manuscrit original est conservé dans la bibliothèque du Monastère-palais de l'Escurial.
Il est l'auteur d'un Traité des simples qui a servi de base au Dictionnaire encyclopédique des remèdes de Ibn al-Baytar au XIIIe siècle.
Il meurt en 1165 à Cordoue.

## Postérité
La ville de Cordoue a érigé un buste en son honneur en 1965, pour le septième centenaire de sa mort, ce buste est l'œuvre du sculpteur espagnol Miguel Arjona Navarro et est situé sur la plaza del Cardenal Salazar de la ville de Cordoue. Le buste a été restauré en 2014.